# François Chéron
François Chéron des Carrières, dit Chéron, né le 17 juin 1764 à Paris et mort le 16 janvier 1829, est un homme de lettres et un haut fonctionnaire français.

## Biographie
Fils de Marin Chéron, entrepreneur ordinaire des travaux du roi » et "Grand Planteur du Roi" sous Louis XVI, François Chéron manifeste dès les débuts de la Révolution française, des penchants royalistes. Arrêté en 1793 pour ses opinions monarchistes. Il semble ensuite se tourner vers le théâtre, écrivant dans l'anonymat, entre autres une comédie satirique aux côtés du comédien Louis-Benoît Picard.
En 1812, il commence à éditer la Correspondance littéraire de Diderot et Grimm mais se heurte à la censure. En 1814, il exprime son antibonapartisme, en appelle à la liberté de la presse, ce qui lui vaut d'être arrêté durant les Cent-Jours.
En 1818, il est nommé commissaire du gouvernement pour le Théâtre français, poste qu'il occupe jusqu'au 9 juillet 1825 : ce jour-là, il est nommé chevalier de la Légion d'honneur en remerciement de ses services.
Il a commis quelques poèmes puis des critiques littéraires hostiles aux romantiques.
Il a laissé des souvenirs sur la période de la Restauration.
Il est l'un des frères de Louis-Claude Chéron de La Bruyère.
Il est l'ancêtre d'Hervé Bazin.

## Écrits
- Observations d'un citoyen : sur la nécessité et la possibilité d'établir un impôt unique, en remplacement des tailles, capitation, aides, gabelles et tabac, 1789.
- Duhautcours ou, Le contrat d'union, comédie en prose et en cinq actes représentée pour la première fois au théâtre de Louvois par les Comédiens de l'Odéon, le 18 thermidor an 9 par Louis-Benoît Picard et le Cen *** [Chéron], Paris, Chez Huet, An IX (1801).
- La Correspondance littéraire, philosophique et critique, adressée à un souverain d'Allemagne depuis 1753 jusqu'en 1769 par le baron de Grimm et Diderot, Paris, H. Fournier Jeune, 4 tomes, 1813-1829.
- Sur la liberté de la presse, Paris, Pillet, 1814.
- Napoléon, ou le Corse dévoilé, ode aux Français, Paris, Le Normant, 1814.
- [éd. avec Luglien-François Thory], Correspondance inédite de Grimm et Diderot. Recueil de lettres, poésies, morceaux et fragmens retranchés par la censure impériale en 1812 et 1813, Paris, H. Fournier Jeune, 1829.
- F. Hervé-Bazin (éd.), Mémoires et récits de François Chéron... avec lettres inédites des principaux écrivains de la Restauration, Paris, Librairie de la Société bibliographique, 1882.